# تراویس کلسی
تراویس مایکل کلسی (انگلیسی: Travis Michael Kelce؛ زادهٔ ۵ اکتبر ۱۹۸۹) تایت اند فوتبال آمریکایی است که برای کانزاس سیتی چیفس در لیگ ملی فوتبال (ان‌اف‌ال) بازی می‌کند. کلسی یکی از برترین بازیکن‌های تایت اند در تاریخ در نظر گرفته می‌شود. او در دور سوم درفت ان‌اف‌ال در سال ۲۰۱۳ به استخدام چیفس درآمد و بعداً با این تیم برندهٔ سوپر بول ۲۰۱۹ و ۲۰۲۲ و ۲۰۲۴ شدند. او در سینسیناتی، فوتبال کالجی بازی کرده است.
رابطهٔ کلسی با تیلور سوئیفت، خواننده-ترانه‌سرا، پوشش رسانه‌ای گسترده‌ای داشته و شمار بینندگان و درآمد تیم او و لیگ آن را افزایش داده است.

## زندگی شخصی
کلسی و مایا بنبری (برندهٔ شوی دوستیابی او) پس از پایان این برنامه در آوریل ۲۰۱۶، با یکدیگر وارد رابطه شدند. بنبری در ژانویه ۲۰۱۷ تأیید کرد که آن‌ها از هم جدا شده‌اند. از سال ۲۰۱۷ تا ۲۰۲۲، کلسی با کایلا نیکول براون (اینفلوئنسر رسانه‌های اجتماعی) رابطه داشت.
کلسی در سال ۲۰۲۳ با خواننده-ترانه‌سرا تیلور سوئیفت وارد رابطه شد. این رابطهٔ به‌شدت عمومی، تأثیر قابل توجهی بر بینندگان ان‌اف‌ال داشت. تعدادی از بازی‌های ان‌اف‌ال که سوئیفت در آن حضور داشت رکوردهای بی‌سابقه بیننده، فروش بلیت و فروش کالا را شکست: بازی میان چیفس و شیکاگو بیرز بیشترین بیننده‌های تلویزیونی آخر هفته را به خود اختصاص داد، بازی میان چیفس و نیویورک جتز به‌طور متوسط ۲۷ میلیون بیننده داشت که پربیننده‌ترین برنامه تلویزیونی یکشنبه شب از زمان سوپر بول ۵۷ بود. بازی چیفس و بافلو بیلز در ۲۱ ژانویه ۲۰۲۴، به پربیننده‌ترین بازی پلی‌آف بخش ان‌اف‌ال تا به امروز و پربیننده‌ترین برنامه در هر شبکه‌ای از زمان سوپر بول ۵۷ تبدیل شد. بازی نیمه‌نهایی چیفس و بالتیمور ریونز پربیننده‌ترین بازی قهرمانی کنفرانس فوتبال آمریکا در تمام دوران بود.
کلسی علاوه برداشتن دو خانه در منطقه کلان‌شهری کانزاس‌سیتی، یک آپارتمان در اورلاندو، فلوریدا نیز دارد. او به جمع‌آوری اتومبیل‌ها علاقه دارد.